# Premier snark de Celmins-Swart
Le premier snark de Celmins-Swart est, en théorie des graphes, un graphe 3-régulier possédant 26 sommets et 39 arêtes. Publié en 1979 en même temps qu'un autre snark, le second snark de Celmins-Swart, il doit son nom à U. A. Celmins et E. R. Swart, responsables de sa découverte.

## Propriétés

### Propriétés générales
Le diamètre du premier snark de Celmins-Swart, l'excentricité maximale de ses sommets, est 6, son rayon, l'excentricité minimale de ses sommets, est 4 et sa maille, la longueur de son plus court cycle, est 5. Il s'agit d'un graphe 3-sommet-connexe et d'un graphe 3-arête-connexe, c'est-à-dire qu'il est connexe et que pour le rendre déconnecté il faut le priver au minimum de 3 sommets ou de 3 arêtes.

### Coloration
Le nombre chromatique du premier snark de Celmins-Swart est 3. C'est-à-dire qu'il est possible de le colorer avec 3 couleurs de telle façon que deux sommets reliés par une arête soient toujours de couleurs différentes mais ce nombre est minimal. Il n'existe pas de 2-coloration valide du graphe.
L'indice chromatique du premier snark de Celmins-Swart est 4. Il existe donc une 4-coloration des arêtes du graphe telle que deux arêtes incidentes à un même sommet soient toujours de couleurs différentes. Ce nombre est minimal.

### Propriétés algébriques
Le groupe d'automorphismes du premier snark de Celmins-Swart est un groupe abélien d'ordre 2 : le groupe cyclique Z/2Z.
Le polynôme caractéristique  de la matrice d'adjacence  du premier snark de Celmins-Swart est : {\displaystyle (x-3)(x-1)^{3}(x+2)^{2}(x^{4}-6x^{2}+2)(x^{5}-x^{4}-8x^{3}+6x^{2}+10x-4)(x^{5}+2x^{4}-4x^{3}-6x^{2}+4x+2)(x^{6}+x^{5}-8x^{4}-6x^{3}+18x^{2}+8x-10)}.